# 螣蛇廿
仙女座ψ，又名BD+45 4321，HD 223047、SAO 53355、HR 9003，是仙女座的一颗恒星，视星等为4.95，位于銀經111.34，銀緯-14.97，其B1900.0坐标为赤經23h 41m 4.5s，赤緯+45° -14.97′ 54″。